# Dipartimento per l'Assemblea generale e la gestione delle conferenze
Il Dipartimento per l'Assemblea generale e la gestione delle conferenze (abbr.  DGACM dall'inglese Nations Department of General Assembly and Conference Management) è un dipartimento delle Nazioni Unite che si occupa dell'amministrazione dell'Assemblea generale e la promozione delle Conferenze internazionali.
Il compito del dipartimento è di fornire l'appoggio logistico, economico e diplomatico alle agenzie dell'ONU per favorire e creare le varie conferenze.
Il capo del dipartimento è il diplomatico cinese Chen Jian.